# Aqueduc de Luynes
Vous lisez un « article de qualité » labellisé en 2015.
L'aqueduc de Luynes est un ancien pont-aqueduc gallo-romain situé à Luynes, dans le département d'Indre-et-Loire, en France. Avec la pile de Cinq-Mars, c'est le plus célèbre monument romain du département d'Indre-et-Loire, malgré des dimensions modestes. C'est également l'un des aqueducs antiques les mieux conservés du nord-ouest de la France. S'il est fréquemment mentionné dans des publications scientifiques ou touristiques depuis le XVIIe siècle, il faut attendre 1966 pour qu'une étude complète de l'ouvrage soit réalisée et publiée. Des travaux plus récents, au début des années 2000, permettent de progresser dans la connaissance de ce monument, mais, en même temps, suscitent de nouvelles interrogations sur sa chronologie et sa fonction.
L'aqueduc est tout d'abord aérien, pour franchir un vallon sur le flanc duquel se situaient ses probables captages dont l'emplacement n'est pas précisément identifié. C'est cette partie aérienne qui est connue, de manière réductrice, sous le nom d'aqueduc de Luynes : les vestiges, sous forme de quarante-quatre piles dont neuf sont encore réunies par huit arches consécutives, s'étendent sur une longueur d'environ 270 mètres, sur les 500 mètres que le pont-aqueduc parcourait pour franchir le vallon. Son tracé aval, souterrain et long de plus d'un kilomètre, n'est pas attesté, bien que certains indices aient été révélés par la photographie aérienne, et sa ou ses destinations finales restent ignorées, au sein d'un vaste complexe de maçonneries antiques du site de Malliacum (Luynes à l'époque antique) qui n'ont fait l'objet que d'études détaillées mais ponctuelles.
La date de sa construction n'est pas connue, mais il a été manifestement l'objet de plusieurs campagnes de construction ou de réfection ; il a même probablement succédé, au moins sur une partie de son parcours, à une ou plusieurs autres structures dont la nature et la fonction ne sont pas déterminées ; l'hypothèse qui ferait de l'une de ces structures (un mur continu) le mur porteur d'un aqueduc antérieur est posée.
Propriété de la commune de Luynes, il est classé monument historique dès 1862.

## Malliacum, la cité antique de Luynes

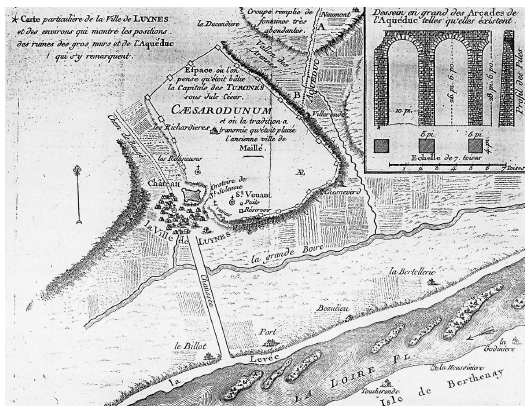
Plan de Maillé (Luynes) établi par F. Le Royer de la Sauvagère en 1770, qui voyait là l'emplacement de Caesarodunum.

Luynes et Malliacum.

Luynes, à une quinzaine de kilomètres en aval de Tours, sur la rive droite de la Loire, au flanc du coteau qui la surplombe, est, dans son implantation contemporaine, une création médiévale, mais de nombreux vestiges antiques sur le coteau, à l'est du noyau urbain, laissent supposer la présence d'importants bâtiments construits sous l'Empire romain. D'autres vestiges d'habitats ont été mis au jour à l'extrême nord du territoire communal,.
Malliacum est déjà citée au VIe siècle par Grégoire de Tours, qui y mentionne le tombeau d'un chrétien au centre d'édifices antiques ruinés au rebord du coteau. Des ruines sont à nouveau évoquées au XIe siècle. Des pans de murs antiques, dont l'affectation demeure encore mal définie, sont signalés au XVIIIe siècle au niveau de l'ancien prieuré de Saint-Venant. D'autres ont été découverts depuis et la prospection archéologique aérienne a révélé de nouvelles traces. Si certaines d’entre elles semblent être celles d'établissements ruraux, d'autres ne se rapportent à aucun édifice identifié.
Tous ces vestiges s'inscrivent dans un rectangle allongé de plus d'un kilomètre de long sur deux cents mètres de large, à l'est du centre-bourg moderne de Luynes, sur le rebord du plateau de la rive droite de la Loire. Un chemin de crête gaulois, reliant Tours à Angers, traverse le site sur toute sa longueur ; il a été dans un second temps remplacé par une voie antique au pied du coteau. Même en l'absence de vestiges probants, le tracé de ces deux voies est très plausible.
Une telle concentration de vestiges peut être interprétée de deux manières. Elle peut révéler la présence d'une agglomération secondaire ou témoigner de la présence d'un vaste site rural intégrant des constructions monumentales. Certains historiens, dont Félix Le Royer de La Sauvagère, avaient même imaginé, au XVIIIe siècle, qu'il pouvait s'agir de la cité antique de Caesarodunum, devenue par la suite Tours,. À cette époque, aucun vestige de Caesarodunum n'avait été formellement identifié sur le site de la ville moderne de Tours, donnant corps à cette hypothèse d'un chef-lieu de cité gallo-romaine bâti sur le coteau. Cette proposition a depuis été totalement abandonnée, grâce aux trouvailles faites dans le sol de Tours depuis le milieu du XIXe siècle.
Parmi les nombreux vestiges antiques qui jalonnent le coteau à l'est du bourg actuel, deux ensembles ont fait l'objet d'études plus approfondies, même si de nombreuses questions subsistent encore à leur sujet.

### Le prieuré de Saint-Venant

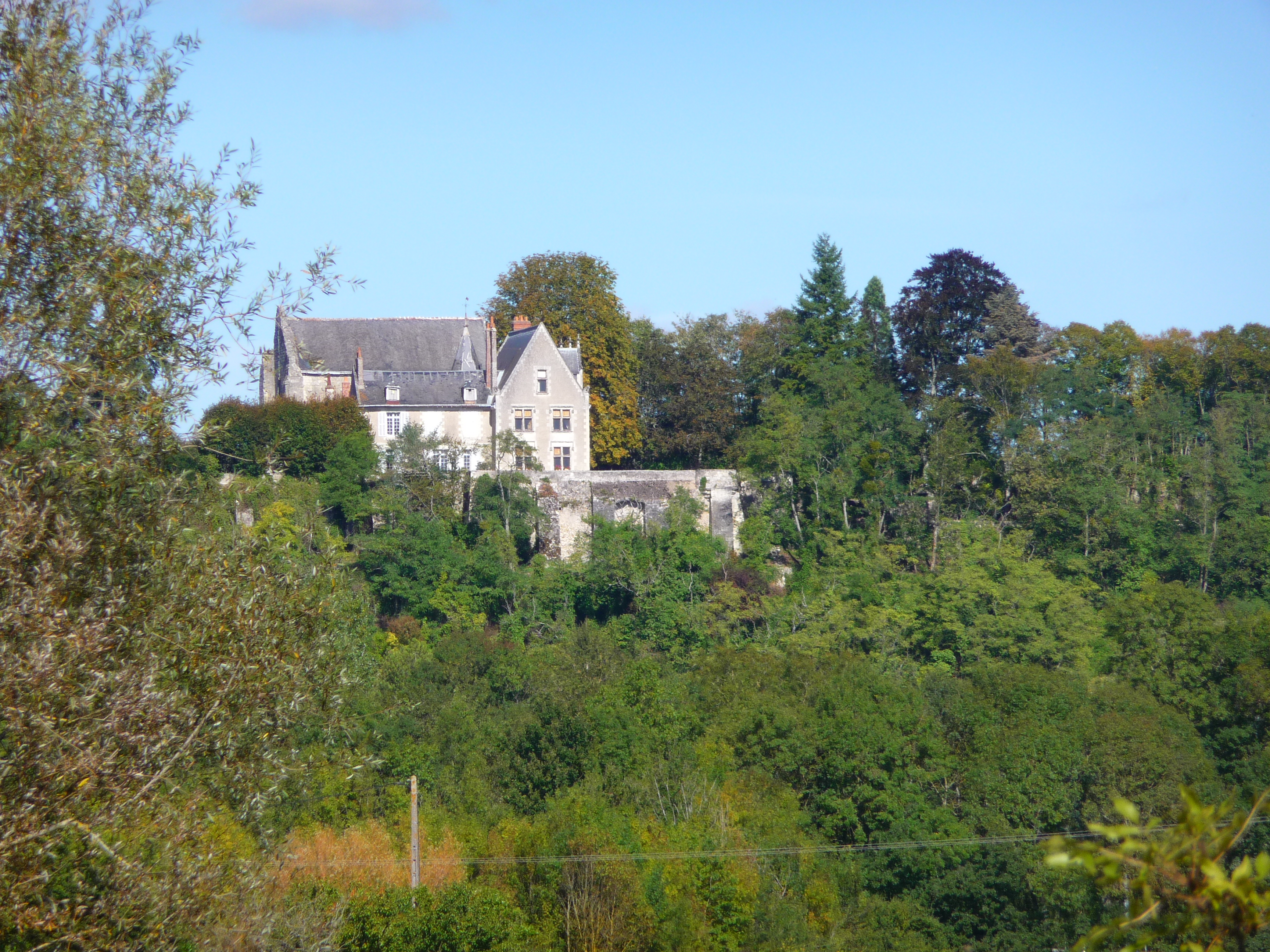
Le Prieuré de Saint-Venant. Les ruines antiques sont noyées dans la végétation, à gauche des bâtiments du prieuré.

Grégoire de Tours signale l'existence, dès la première moitié du VIe siècle, d'un prieuré construit à proximité de ruines antiques. Pierre Beaumesnil, acteur et dessinateur, fait paraître en 1784, sur commande de l'Académie des inscriptions et belles-lettres, le recueil Antiquités et Monuments de la Touraine, 1784 ; il y dessine et décrit ces ruines : deux murs massifs à angle droit, en petit appareil partiellement scandé de lits de terres cuites et qui dessinent, au moins sur une face tournée vers la Loire, une succession de retraits successifs. Jusqu'au début des années 2000, cet ensemble est considéré comme une partie d'une agglomération secondaire ou d'un vaste habitat rural dont l'un des bâtiments aurait été transformé en castellum au Bas-Empire, ayant pour fonction de contrôler la vallée de la Loire en contrebas.
En 2002, le réexamen des vestiges, l'étude des sources bibliographiques, publiées ou inédites, conduit à remettre en cause ces premières propositions sans que de nouvelles hypothèses puissent être formulées : le site semble avoir été aménagé sur une terrasse artificielle dominant la vallée de la Loire, des ajouts successifs paraissent avoir été faits aux maçonneries dont certaines semblent antérieures au Bas-Empire, les vestiges mis au jour ne représentant qu'une partie de la construction antique ; enfin, s'il devait s'agir d'une structure défensive, il est surprenant qu'aucune maçonnerie importante n'ait jamais été mentionnée côté nord, le plus exposé, alors que les faces ouest et sud semblent exagérément renforcées, compte tenu des défenses naturelles que leur procure la proximité du rebord du plateau. Il ne semble donc plus possible de ne voir, au XXIe siècle, les ruines de Saint-Venant que comme un fortin du Bas-Empire.
Une citerne que Beaumesnil, comme d'autres après lui, a qualifiée d'antique, se trouve dans l'enclos de l'ancien prieuré, à l'est des bâtiments modernes. L'existence de cette citerne n'est pas remise en cause, mais elle a été profondément remaniée et rien ne permet, à l'examen de son état actuel, de lui attribuer une origine antique ; elle ne saurait, par conséquent, être considérée à coup sûr comme l'aboutissement de l'aqueduc, même si cette hypothèse a longtemps prévalu, d'autant que son implantation, au flanc du coteau, se situe à un niveau beaucoup trop bas pour que l'eau qu'elle contient puisse être utilisée pour un usage autre que strictement local.

### Le balnéaire du Clos de Sainte-Roselle
En 1976, une prospection aérienne réalisée par Jacques Dubois dans le secteur de Luynes met en évidence, à une trentaine de mètres au nord du prieuré, des traces nettes dans les cultures : des murs, dont certains dessinent deux absides, une pièce dallée... S'ensuivent jusqu'en 1980 plusieurs campagnes de fouilles qui, sous la direction de Raymond Maugard, mettent au jour un vaste balnéaire comprenant un frigidarium, un tepidarium et un caldarium, ces deux dernières pièces chauffées par hypocauste, une piscine et un tronçon d'égout. Frigidarium et caldarium sont terminés par une abside semi-circulaire ; ce détail, discernable sur les photos aériennes, avait facilité l'identification des constructions. Ce balnéaire constitue l'aile est d'une vaste habitation comprenant également des cours, des salles, des bâtiments annexes, préservés par leur ré-enfouissement après étude, le terrain étant acheté par la commune en 1980. L'examen des céramiques retrouvées sur le site permet de dater cet ensemble des années 150 - 180.
Baptisé par ses inventeurs la villa du Clos de Sainte-Roselle, cet important habitat s'inscrit dans les nombreux vestiges antiques du coteau de Saint-Venant et soulève la question de l'approvisionnement en eau de son balnéaire : l'aqueduc de Luynes, dans la configuration monumentale qui est la mieux connue, pourrait l'avoir alimenté.

### Toponymie et microtoponymie
Grégoire de Tours, au VIe siècle, mentionne l’existence d'une tombe chrétienne entourée de ruines antiques à proximité du monastère de Maillé (Luynes) en ces termes :
« [...] apud Malliacense monasterium quod in cacumine montis est constructum, ab antiquis vallatum ædificiis jam erutis ubi [...] »
« [...] à proximité du monastère de Malliacum, construit au sommet d'une colline, près d'anciens édifices fortifiés déjà érigés en ce lieu [...] »
Le nom de Malliacum est formé avec le suffixe -(i)acum, qui introduit généralement un sens de possession territoriale. -(i)acum ou plutôt *-(I)ACU a évolué vers une forme notée -é, comme fréquemment dans l'ouest de la France ; Malliacum devient donc Maillé. La seigneurie, puis la baronnie et enfin le comté gardent cette appellation jusqu’en 1619. À cette date, le comté de Maillé est érigé en duché-pairie, par lettres patentes de Louis XIII, en l’honneur de Charles d’Albert, seigneur de Luynes (un quartier d’Aix-en-Provence), sous le nom de duché de Luynes.
Michel Laurencin, en 1966, suggère que les microtoponymes les Arènes (également orthographié les Arennes) et Villeronde, deux lieudits se trouvant sur le trajet de l’aqueduc, évoquent un éventuel édifice antique de forme circulaire construit à proximité. Cette hypothèse n’est absolument pas confirmée archéologiquement.
Un lieudit recélant une source, à proximité du départ de l’aqueduc est mentionné, dans un manuscrit du XVIIe siècle, sous le nom Espinvelle. Patrick Bordeaux et Jacques Seigne proposent d’y voir le témoignage d’un vallon garni d’une végétation à base de végétaux épineux, toponymie attestée en d’autres lieux par évolution du latin spina en spinogilum. Les mêmes auteurs rapprochent ce toponyme de celui de la Pie Noire ou la Pinnoire nom plus récent du même lieudit et qui serait une transformation phonétique de l’épine noire, autre nom du prunellier,. Le Carroir, dont le nom est l'évolution du latin quadrǔvium (croisement de quatre voies) pourrait tirer son nom de ce qu'à proximité se croisaient un chemin gaulois suivant la crête du coteau et une autre voie antique venant du nord vers Luynes. Par contre, le lieudit la Romaine, en contrebas de Saint-Venant, dans la vallée de la Loire, ne témoigne pas forcément d’une occupation antique : il est peu probable qu’un habitat ait été installé dans cette zone inondable et, surtout, le toponyme est une création récente du XIXe siècle.

## Architecture et tracé

### Construction et caractéristiques

#### Matériaux utilisés
Les moellons calcaires utilisés pour constituer le parement et le noyau de l'édifice ne sont pas extraits du coteau en tuffeau ; la roche qui les compose est plus solide. Ils pourraient provenir d'une ancienne carrière, comblée, sur le plateau, à proximité des sources de l'aqueduc ; ce fait n'est pas attesté mais un approvisionnement local est toutefois probable.
Les terres cuites entrant dans l'architecture des voûtes des arches ne correspondent pas aux « standards » de la construction gallo-romaine : leurs dimensions sont inhabituelles et elles ne portent aucune signature en indiquant la provenance. Une fabrication locale, au fur et à mesure des besoins du chantier est probable, l'argile nécessaire pouvant être extraite aux alentours,.
Le mortier servant de liant à la maçonnerie semble être constitué de chaux et de sable de Loire, deux éléments pouvant être fabriqués ou extraits à proximité du chantier ; l'adjonction de tuileau dans le mortier de liaison n'est pas mentionnée.

#### Mur continu
Déjà signalé en 1960 mais non localisé précisément, mentionné entre deux piles en 1966, le mur a été identifié dans la partie sud de l'aqueduc en 2002, où il est enserré par deux massifs de maçonnerie constituant les piles mais aussi à l'occasion d'un chantier de restauration en 2003, dans sa partie nord sur une longueur d'environ 20 m entre quatre piles. Large d'au moins 0,80 m, il est conservé sur une hauteur maximale d'environ 1,50 m lorsqu'il est inséré dans la maçonnerie des piles, mais seules ses fondations subsistent parfois ; il a fort probablement été arasé avant que les piles ne le chevauchent — aucun indice ne permet de se prononcer sur une phase d'abandon intermédiaire — et sa hauteur originelle est inconnue, mais elle est toutefois certainement inférieure à celle des piles. Même s'il n'est attesté que ponctuellement, il est possible que l'aqueduc monumental ait intégré une partie des structures de ce mur. Sa construction fait appel à des assises successives de petits moellons calcaires liés au mortier de chaux, sans parement.
La fonction de ce mur est inconnue — elle n'était même pas évoquée dans les mentions des années 1960 — mais l'hypothèse qu'il ait pu supporter la canalisation d'un premier état de l'aqueduc est posée. Si cette éventualité devait se vérifier, ce mur, dans son élévation totale, serait moins haut que l'aqueduc monumental pour des raisons de solidité ; la technique du mur porteur est réservée aux situations où la canalisation ne doit pas passer à plus de 2 ou 3 m au-dessus du sol ; au-delà, c'est un système de piles et d'arches qui est retenu. Traversant le vallon à une altitude moins importante, la pente de cet aqueduc serait donc plus forte et sa longueur moindre que pour l'aqueduc monumental lui succédant, ce qui implique que la ou les zones desservies seraient différentes.

#### Piles

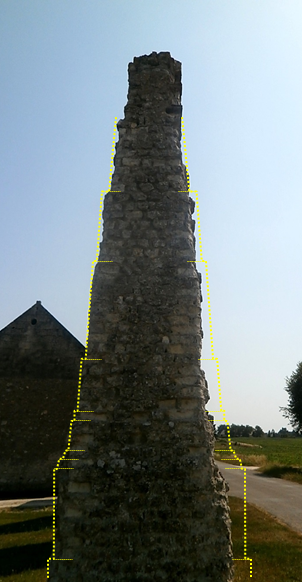
Vue de profil d'une pile.
Les ressauts de la maçonnerie sont matérialisés par le trait jaune.

Lors de sa construction, le pont-aqueduc devait compter environ 90 piles sur une longueur de 500 m. Les piles les plus élevées sont celles qui sont encore reliées par les arches, car elles se trouvent immédiatement au nord du point le plus bas de la partie du vallon traversé par l'aqueduc ; un fossé passe sous l'aqueduc à cet emplacement. La hauteur de ces piles est estimée à 8,90 m sous clé. Sur l'ensemble de la partie aérienne, les entraxes des piles varient d'environ 4,50 à 4,90 m,.
Contrairement à ce qu’envisageait Michel Laurencin, les piles semblent bien reposer sur un massif de fondation en blocage non ordonné d’une hauteur d’environ 1 m ; les fondations des piles semblent toutefois moins profondes que celles du mur continu.
Alors que l'architecture de ces piles a longtemps été estimée homogène, les études menées en 2002 (Bordeaux et Seigne) et en 2003 (Chimier et Neury) ont montré que les 44 piles visibles au début du XXIe siècle sur une longueur de 270 m pouvaient être regroupées en quatre ensembles architecturaux (EA) cohérents, chacun d'entre eux présentant des caractéristiques bien spécifiques. Du sud vers le nord :
- les deux premières piles se caractérisent par leur plan de section rectangulaire (0,96 × 1,70 m et 0,96 × 1,95 m), leur plus grande dimension suivant l'axe de l'aqueduc ;
- les cinq piles suivantes présentent un plan de section carrée de 1,75 m de côté ;
- les neuf piles suivantes sont constituées de deux massifs de maçonnerie accolés de part et d'autre du mur continu ; il est possible que ces deux massifs ne soient pas contemporains. Des terres cuites sont incorporées à la construction de la partie supérieure des piles, à proximité des voûtes[Ch 3]. Quatre de ces piles ont été modifiées après construction[18]. En 1966, Michel Laurencin interprétait la présence de ces terres cuites et des massifs de maçonnerie accolés à l'ouest des piles comme les témoins d'une possible réparation de l'aqueduc après un affaissement ou un éboulement[Lau 5]. Cette hypothèse n'a pour l'instant été ni archéologiquement attestée ni réfutée;
- toutes les autres piles présentent un parement de moellons irréguliers, alors que le parement des trois premiers ensembles évoqués est constitué de pierres d'un module très constant ; les trous de boulins ne sont observés que sur les faces ouest et est de ces piles, alors qu’ils sont, ailleurs, présents sur les quatre faces des piles. Trois de ces piles, étudiées de façon plus précise, sont construites à cheval sur le mur ; il est possible que la même conception ait été adoptée pour d'autres piles de cet EA, dont l'architecture semble très homogène[Bdx 10], mais l'absence d'étude ne permet pas de généraliser.

En dehors de ces différences, les piles comportent plusieurs caractéristiques communes : 
- elles affectent la forme d'une pyramide élancée à quatre pans et tronquée ; sur chacune de leurs faces, des ressauts dans la maçonnerie, dont le nombre et l'emplacement varient d'une pile à l'autre, sont décelables sur l'image Vue de profil d'une pile. Ils permettent de réduire progressivement la section des piles et semblent également avoir pour fonction de permettre un alignement plus rigoureux du sommet des piles pour que les arches et la canalisation qu'elles supportent soient parfaitement rectilignes. Ce dispositif, précisément décrit pour certaines piles en 2003[Ch 4], semble être généralisé à l'ensemble de l'édifice[Lau 3] ; l'ultime ressaut observé en haut des faces internes des piles semble avoir eu pour rôle de supporter les cintres servant à la construction des arches[Ch 1] ;
- un parement de moellons calcaires rectangulaires enserre un noyau de blocage composé de matériaux de tailles diverses liés au ciment à la chaux ; les pierres composant le noyau peuvent être disposées en assises plus ou moins régulières.

#### Arches et canal

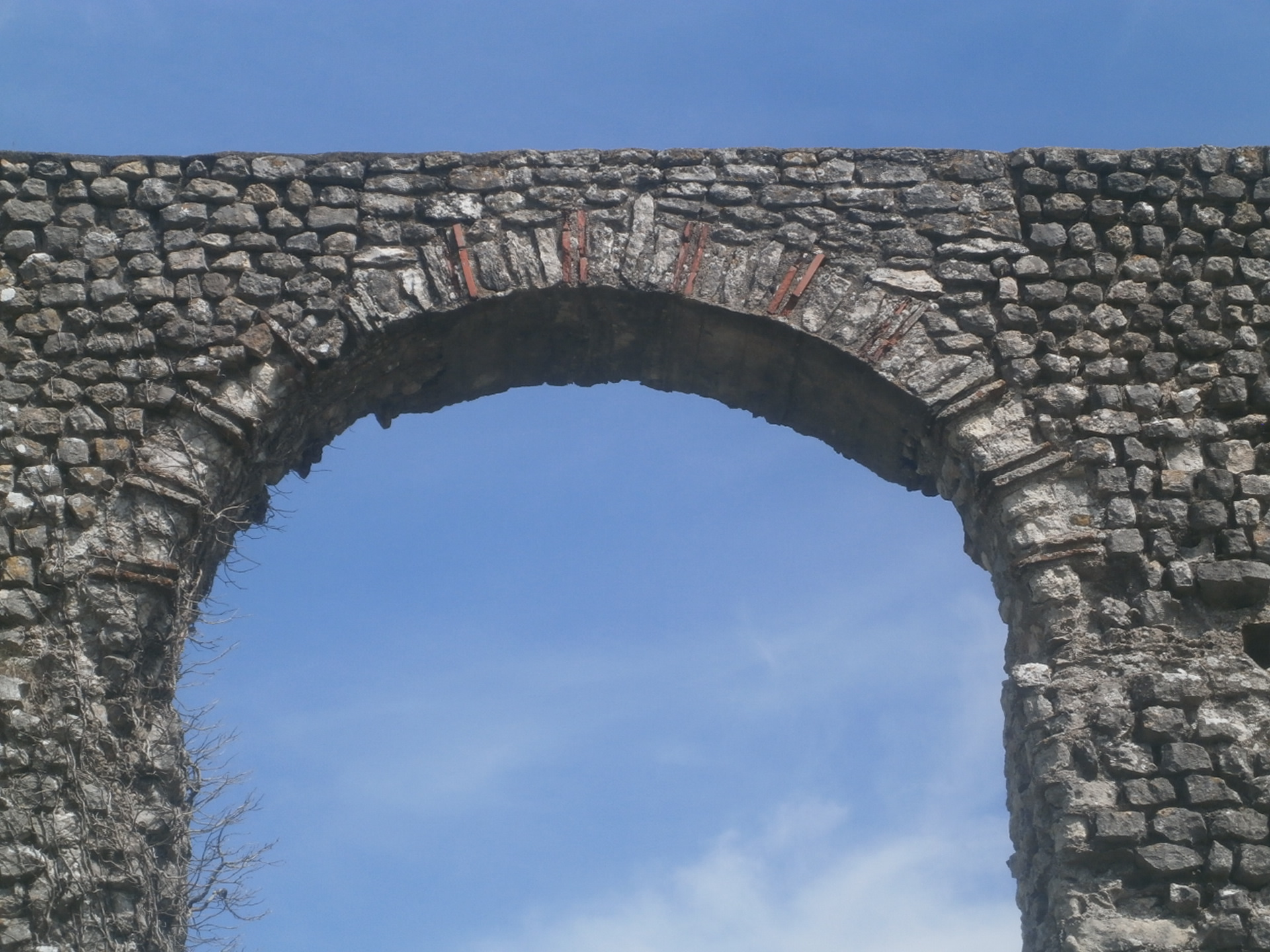
Détail de la voûte d'une arche.

L'ouverture de la voûte des arches est d'environ 3 m, variable selon l'entraxe des piles.
La construction des arches, observée sur les huit arcades encore en place — qu'elles soient d'origine ou reconstruites — fait appel à un béton de blocage recouvert en petit appareil assez grossier, alors que seules les voûtes des arches en plein cintre comportent des briques rayonnantes. Ces terres cuites, assemblées par groupes de deux, présentent une section strictement rectangulaire, de même que les moellons calcaires entre lesquels elles sont insérées. La courbure de l'intrados des voûtes semble être obtenue par variation de l'épaisseur des joints. Dans la partie nord de l'aqueduc, les amorces d'arches encore visibles au sommet de piles isolées permettent de proposer un appareillage similaire.
L'examen de débris de piles effondrées suggère que l'eau a circulé dans un canal maçonné établi au sommet des arches et des piles. Ce canal (specus) ne mesure que 10 à 12 cm de largeur ; sa hauteur n'est pas établie. Ce dispositif, moins coûteux à la construction et plus facile d'entretien que des tuyaux en poterie, par exemple, semble avoir été retenu pour la grande majorité des aqueducs, publics comme privés. Il est impossible de savoir, au regard des éléments disponibles en 2015, quelle était la structure de ce canal, son éventuel revêtement étanche intérieur, et s'il était couvert ou si l'eau circulait à l'air libre.

### Tracé, longueur et pente

Restitution possible du tracé de l'aqueduc.

Les vestiges du pont-aqueduc sont situés en bordure est d'un chemin communal, à 1,5 km au nord-est du centre de Luynes, en Indre-et-Loire.

#### Sources captées
Au nord-est immédiat de la section aérienne de l'aqueduc, le secteur de la Pie Noire, ou Pinnoire, à une altitude moyenne de 90 m, est reconnu depuis le XVIIIe siècle pour le nombre de ses petites sources. Au sein de cet ensemble, la source de la Pie Noire proprement dite, dont les eaux, issues d'une sorte de puits, s'écoulent encore, un peu plus loin, dans une construction circulaire de 2 m de diamètre pouvant être assimilée à un bassin de décantation au départ de l'aqueduc, semble avoir été la principale source captée. Son débit, à l'époque moderne, semble faible mais constant, quels que soient les aléas climatiques ; le ruisseau qui en est issu se dirige désormais vers le sud-est pour gagner le fond du thalweg. Une tranchée de sondage, réalisée au tout début des années 2000, montre que la source de Claire-Fontaine, à proximité immédiate de la précédente, a pu concourir à l'alimentation de l'aqueduc. Archéologues et historiens estiment toutefois, et depuis longtemps, que d'autres sources, non encore formellement identifiées, auraient pu alimenter l'aqueduc.

#### Pont-aqueduc

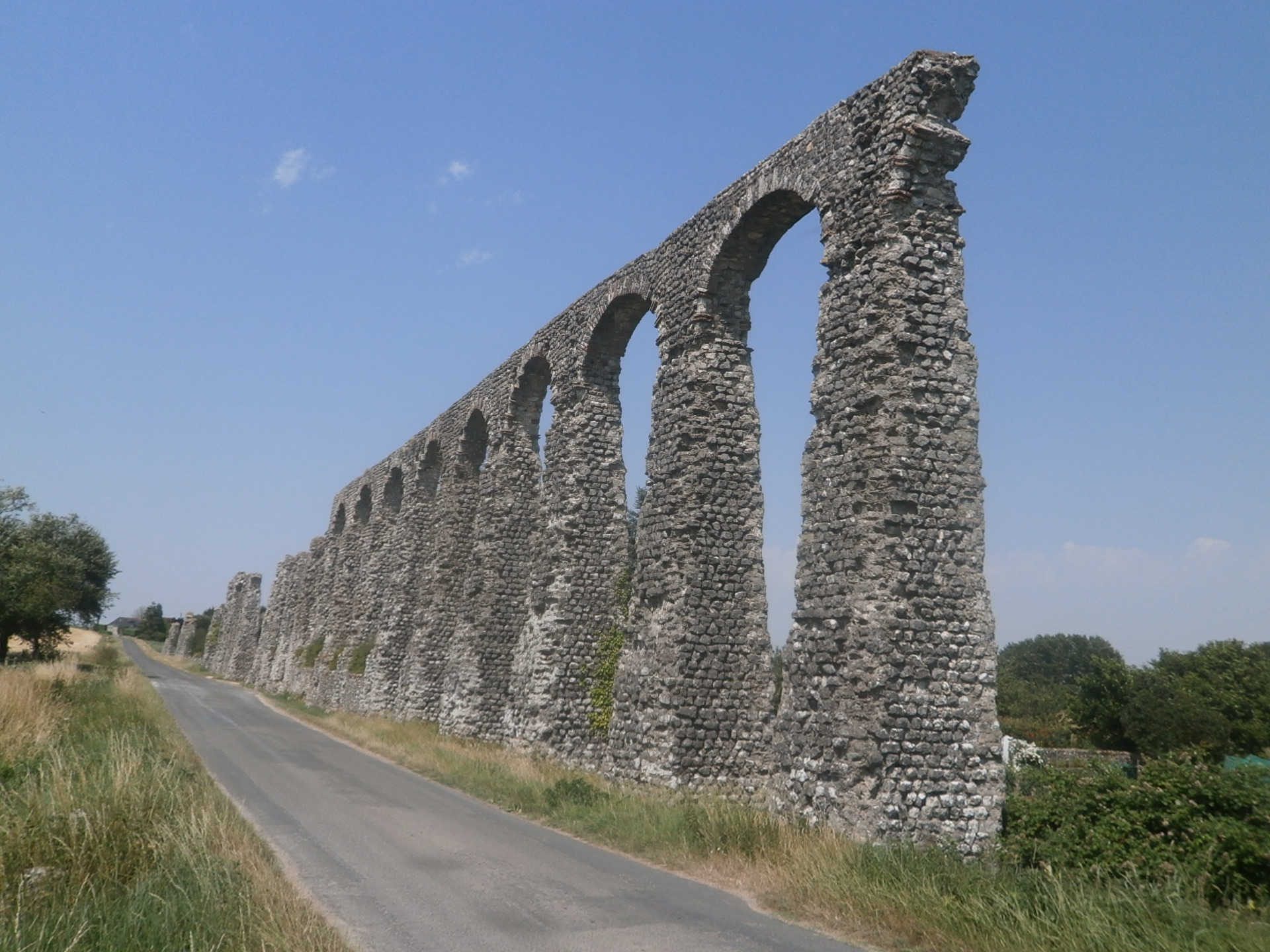
Vue générale de la partie nord de l'aqueduc.

Il se développe du nord-nord-est vers le sud-sud-ouest (azimut 195°), entre la ferme de la Pie Noire et le hameau de Villeronde, sur une longueur initiale estimée à 500 m même si le tronçon qui subsiste au XXIe siècle ne mesure plus qu'environ 270 m. Il traverse la partie ouest d'un vallon dont le profil altimétrique, sur le parcours de l'aqueduc, descend régulièrement de 85 m près de la source à 75 m au bout de 400 m pour remonter à l'altitude de 80 m sur les cent derniers mètres. Le thalweg de ce vallon a, vers le sud, profondément échancré le coteau au pied duquel se situe le lit majeur de la Loire.
Le pont-aqueduc est longé, à l'ouest, par un chemin communal moderne.

#### Aqueduc souterrain
Très peu de choses sont connues de la partie souterraine de l'aqueduc. Si son point de départ — l'endroit où l'aqueduc sort du vallon qui a nécessité la construction d'un pont — ne fait guère de doute, si son tracé nord-nord-est - sud-sud-ouest a été partiellement révélé grâce à la prospection par photographie aérienne, ni sa longueur ni sa pente ne sont avérées. Des hypothèses ont été émises mais la connaissance précise de ces deux paramètres supposerait que soit attestée sa destination finale, et ce n'est pas le cas. De même, le matériau qui compose cette partie de la canalisation — tuyaux de terre cuite, maçonnerie coulée dans une tranchée ensuite recouverte, caniveau couvert de tuiles, etc.  — n'est pas connu. En 1770, La Sauvagère mentionnait des vestiges de l'aqueduc dans les vignes proches du prieuré de Saint-Venant, mais n'en précisait pas la nature. Au début du XIXe siècle, des agriculteurs ont indiqué avoir trouvé des tuyaux de terre cuite « se dirigeant vers le prieuré de Saint-Venant », à 2 ou 3 m de profondeur à l'occasion de travaux agricoles. Dans la première moitié du XXe siècle, une canalisation en forme de V composée et recouverte de tuiles aurait été mise au jour au nord du prieuré. En l'absence de précision sur toutes ces trouvailles, qui n'ont pu être présentées, ces témoignages doivent être considérés avec une extrême réserve.

#### Destination finale

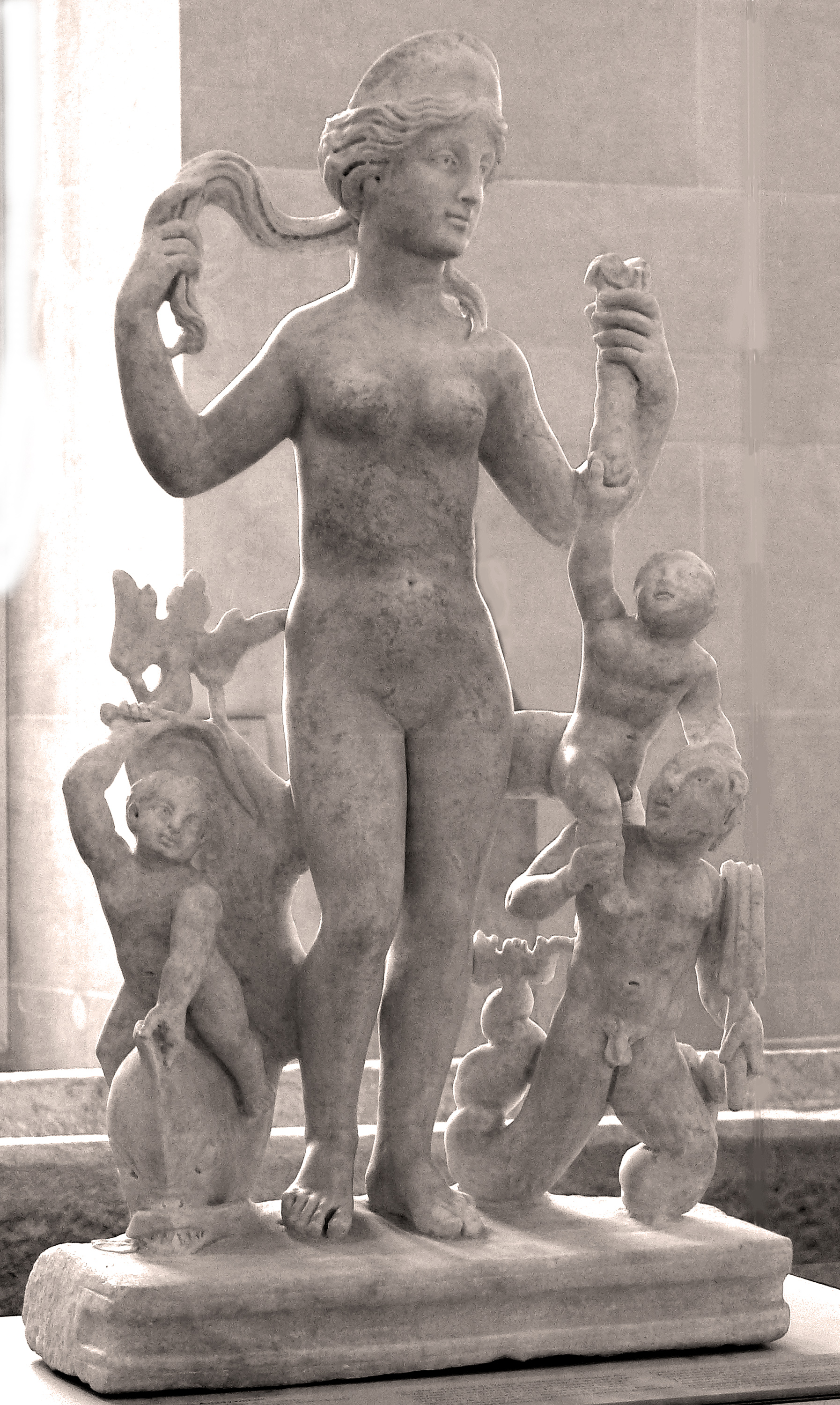
Groupe comportant une représentation de Vénus anadyomène (IVe siècle).
Musée du Louvre, Paris.

Si l'hypothèse, développée dans les études les plus récentes, d'au moins deux états successifs de l'aqueduc devait se vérifier, les caractéristiques architecturales des vestiges dans la traversée du vallon suggèreraient que le point d'aboutissement diffère entre le premier et le second état.
L'aqueduc, dans son premier état, intégrant le mur continu comme soubassement de sa canalisation, aurait pu aboutir dans le secteur de Panchien — des vestiges antiques, une statuette de Vénus anadyomène entre autres,, y ont été découverts au début du XXe siècle —, ce qui confèrerait à cet aqueduc un tracé sensiblement rectiligne nord-nord-est sud-sud-ouest entre sa source et son aboutissement.
Compte tenu de la richesse archéologique antique du rebord du coteau de Luynes, où la présence d'un important établissement ou d'une agglomération secondaire est probable, il semble logique de suggérer que l'aboutissement de l'aqueduc de Luynes dans son second état monumental devait, après modification et infléchissement vers le sud-est de son tracé à partir de Villeronde, se situer au sein de ce complexe, et probablement dans sa partie occidentale, au regard de la direction prise par l'aqueduc. Des hypothèses de destination finale ont ainsi été formulées : le réservoir de l'ancien prieuré de Saint-Venant, le balnéaire de l'habitation du Clos de Sainte-Roselle,. Aucune n'a encore pu être vérifiée. Il ne faut pas écarter non plus la possibilité que la destination de l'aqueduc ait évolué au cours des décennies, voire des siècles. Il serait possible d'imaginer également un aqueduc à destinations multiples, mais le faible débit qui lui est accordé, bien que non mesurable, ne plaide pas en faveur de cette hypothèse. La longueur totale de 1 825 m parfois assignée à l'aqueduc dans la bibliographie correspond à l'hypothèse d'un départ à la Pinnoire et d'un aboutissement dans la citerne du prieuré de Saint-Venant. Les publications les plus récentes sont plus réservées et attribuent à cet aqueduc une « longueur estimée à 1 900 m environ ».

#### Pente et débit de l'aqueduc
La pente de la partie aérienne de l'aqueduc, estimée d'après l'emplacement présumé de la (ou des) source(s) et tenant compte de la hauteur des piles intégralement conservées, s'établit à 1,5 m/km. Cette valeur peut paraître élevée, mais elle n'est pas exceptionnelle : la pente de l’aqueduc de l'Yzeron atteint localement 16,8 m/km. Par contre, il n'est pas possible de faire une proposition de débit de l'aqueduc ; si la largeur du conduit semble à peu près établie, si la pente est connue, il manque un paramètre nécessaire pour pouvoir appliquer la formule de Bazin : en l'absence de vestiges probants, la hauteur que l'eau pouvait atteindre dans le canal ne peut être estimée (des traces de concrétions sur les parois du canal auraient par exemple été un bon indice).
La pente de la seconde partie, souterraine, de l'aqueduc, ne peut être évaluée : le tracé n'est pas connu avec certitude et le point d'aboutissement pas attesté. Les hypothèses formulées (pente de 2,92 m/km) ne sont pas vérifiables au regard des données archéologiques disponibles. Il semble toutefois probable que la pente de ce tronçon de l'aqueduc ait été supérieure à celle de la partie aérienne. Quoi qu'il en soit, la pente moyenne de l'aqueduc semble être plus élevée que pour la plupart des aqueducs les plus longs de l'Empire romain, mais davantage conforme à celle observée pour les aqueducs les plus courts.

## Chronologie de l'aqueduc

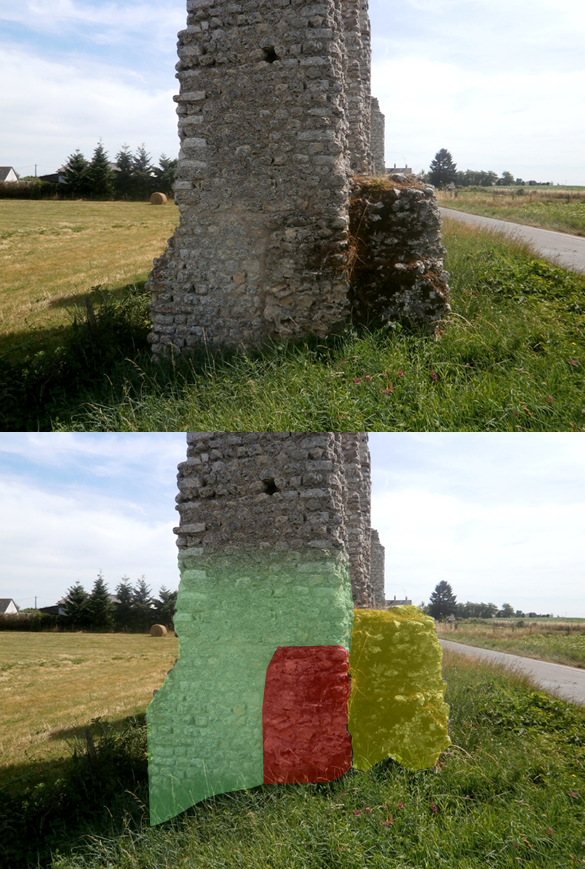
Vue d'une pile composite de l'aqueduc.
Mur continu
Massif est
Massif ouest

En 2015, aucune datation précise de ce monument antique ne peut être proposée.
Vers le milieu du XIXe siècle, deux propositions de datation étaient émises : soit avant le Ive siècle, soit l'époque carolingienne, voire plus tard. En 1960, Jacques Boussard, reprenant des éléments de bibliographie antérieure, estimait que l'aqueduc, tel qu'il se présente, était construit en une seule campagne et pouvait être daté assez tardivement, peut-être du IIe ou IIIe siècle. Cette hypothèse reposait sur l'examen de son style de construction comparé à celui du prieuré de Saint-Venant, considéré alors comme le point d'aboutissement de l'aqueduc. Michel Laurencin évoquait « une mise en chantier au IIIe ou au IVe siècle ».
Ces hypothèses ne sont pas confirmées par les études les plus récentes, même si Patrick Bordeaux et Jacques Seigne, en 2002, reprennent la date d'une construction vers 150 pour l'aqueduc monumental,. La construction de l'aqueduc, loin d'être uniforme, semble s'être déroulée en plusieurs étapes, incluant également des réfections des parties anciennement construites ; en témoigne la structure des piles qui peuvent être regroupées en plusieurs « ensembles architecturaux » (EA) homogènes. Une datation relative de ces différents EA est esquissée, mais rien ne permet de leur attribuer une datation absolue.
L'aqueduc semble être resté en service jusqu'au XIIIe siècle et un diplôme de Charles III le Simple (roi de France de 898 à 922) daté de 919 mentionne des réparations qui lui sont faites. Une telle durée d'utilisation implique très certainement des modifications dans la destination des eaux qu'il a pu transporter.
L'avancée majeure permise par les dernières études et fouilles est la mise en évidence d'un mur continu, arasé, sur une partie du tracé aérien de l'aqueduc monumental. Ce mur, déjà signalé auparavant, est interprété comme un vestige d'un aqueduc antérieur qui, exploitant probablement les mêmes sources, franchissait le vallon à une hauteur peut-être moins importante et donc était construit avec une longueur, une pente et un point d'aboutissement différents. De même, certaines piles sont formées de deux massifs de maçonnerie, de part et d'autre du mur continu, qui ne semblent pas contemporains sans qu'il soit possible d'en préciser la datation ; cette observation ouvre la voie à l'hypothèse d'une troisième construction, au même emplacement, pouvant elle aussi avoir été un aqueduc.

## Vestiges et études

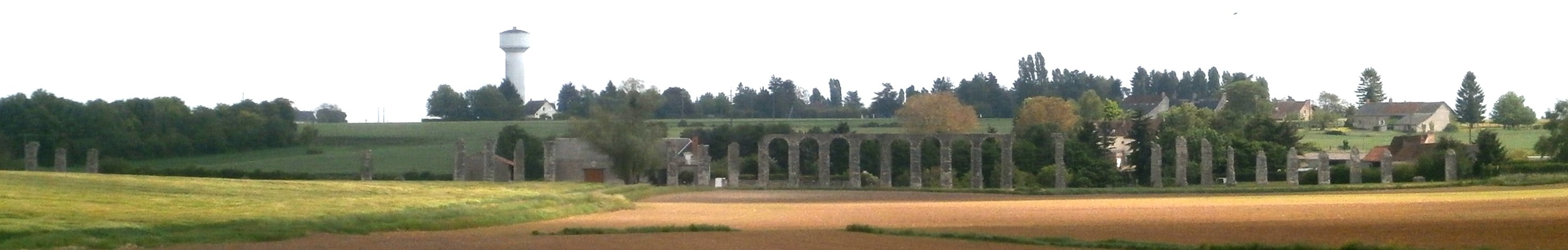
Panorama général des vestiges de l'aqueduc (vue vers l'est).

### État des vestiges

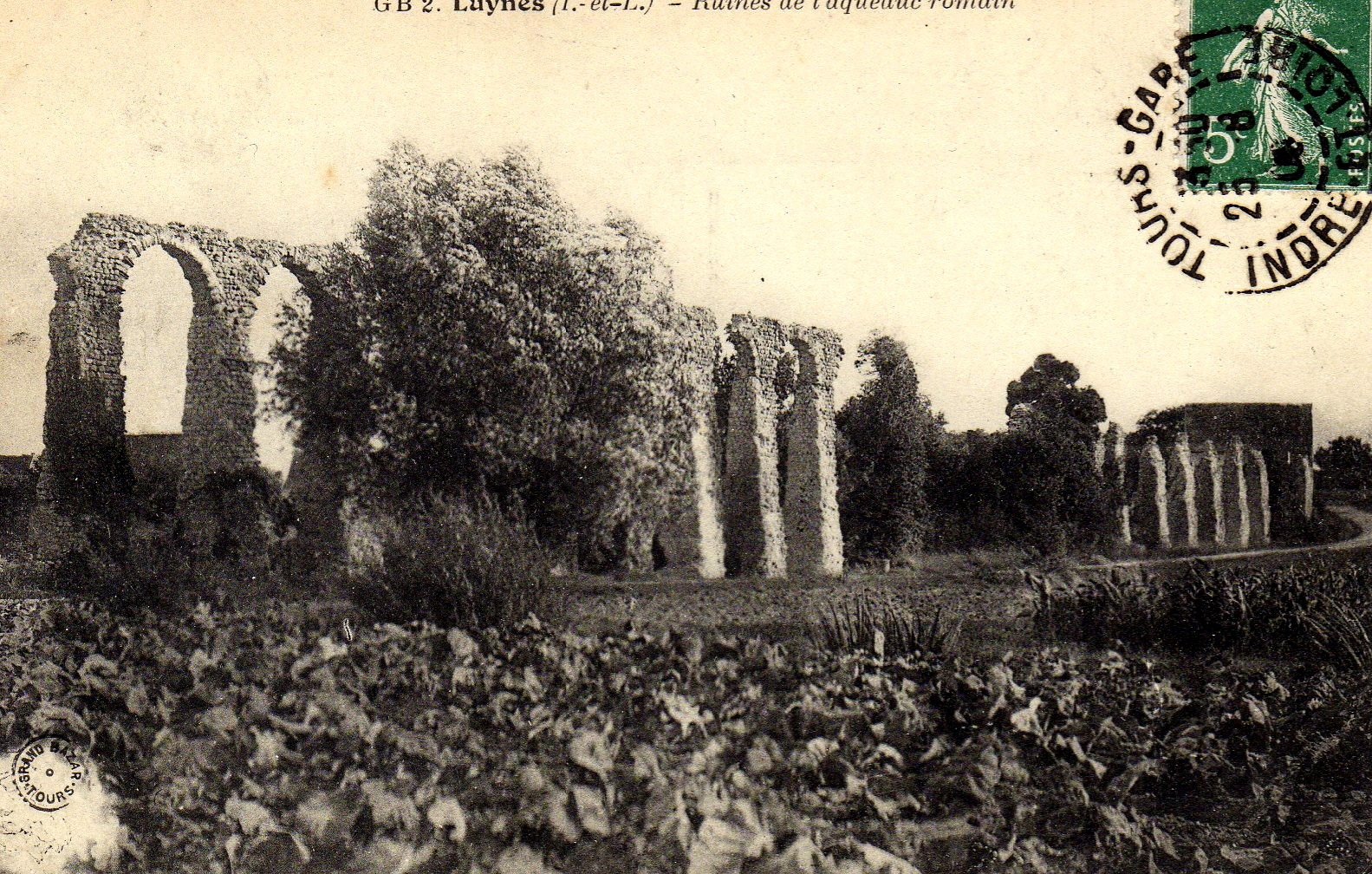
Vestiges de l'aqueduc au début du XXe siècle.
(Reproduction d'une carte postale ancienne.)

L'aqueduc , propriété de la commune de Luynes, est classé au titre des monuments historiques depuis 1862.
Son état tend à se dégrader au fil du temps : il compte, en 2015, 44 piles pour 90 environ à l'origine, 62 en 1767 et 53 en 1882 ; neuf de ces piles, consécutives, sont toujours reliées par huit arches en plein cintre alors que d'autres, effondrées, sont réduites à l'état de tas de pierres ou ont totalement disparu, comme dans la partie nord du monument. Des photographies parfois reproduites en cartes postales, des dessins et des références dans la littérature indiquent qu'au XIXe siècle et jusqu'au début des années 1930, seules 6 arches étaient en place. Deux autres ont donc été reconstruites à une époque indéterminée, mais postérieure à la fin de la Seconde Guerre mondiale, probablement dans le cadre d'une campagne de restauration. L'ensemble donne localement des signes de faiblesse malgré de récents travaux de réfection, entre autres la reprise de plusieurs piles, des pierres chutent régulièrement  et plusieurs piles sont légèrement inclinées vers l'est. La principale raison est à rechercher dans la faiblesse structurelle des fondations qui ne dépassent pas 1 m de profondeur du côté ouest et 0,80 m du côté est, dans un sol instable, argileux et très humide ; la présence d'une route surélevée et stabilisée à l'ouest de l'aqueduc, en limite de ses fondations, et d'un terrain en contrebas à l'humidité soumise à d'importantes variations à l'est, jointe à l'action des vents d'ouest, accentue encore ce phénomène, selon Arnaud de Saint-Jouan, architecte en chef des monuments historiques.
Immédiatement au nord des piles toujours couronnées par leurs arches, le pignon d'une ferme construite en 1877 est partiellement encastré entre les piles du pont (ferme de l'Aqueduc, anciennement borderie des Arennes).

Vestiges de l'aqueduc de Luynes (sélection).
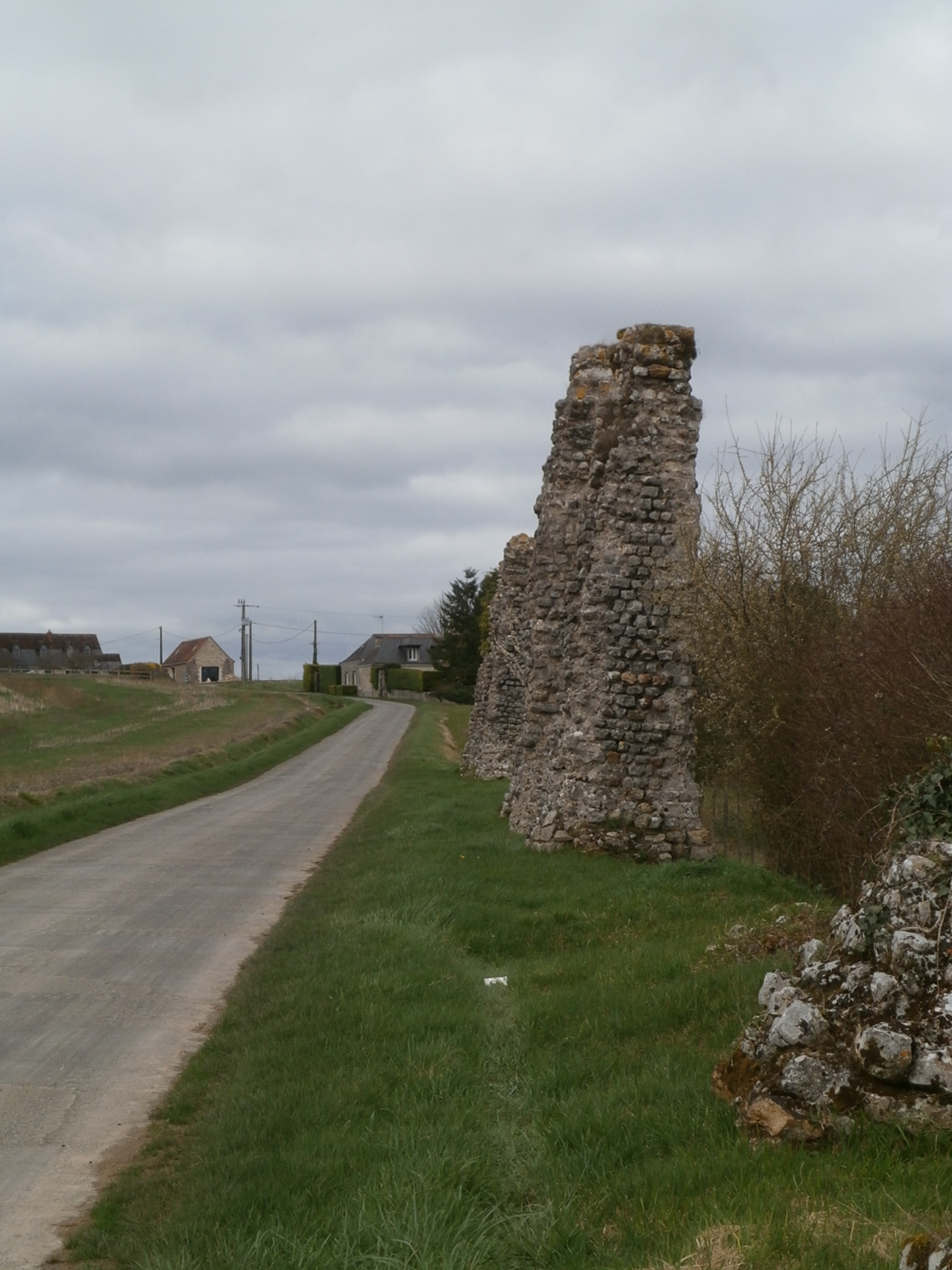
Vestiges de piles inclinées[Note 9].
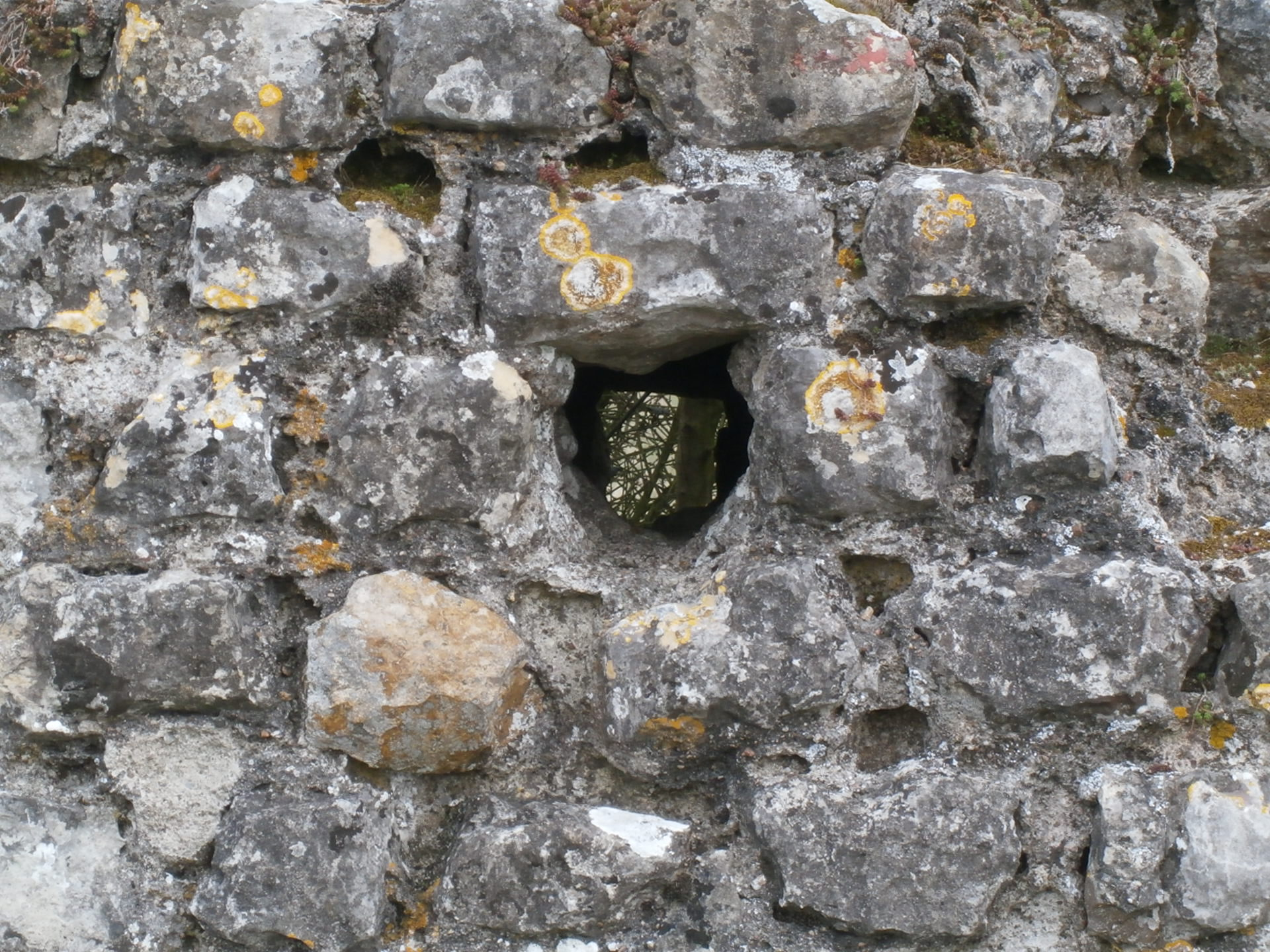
Détail d'une pile (partie nord de l'aqueduc)[Note 10].
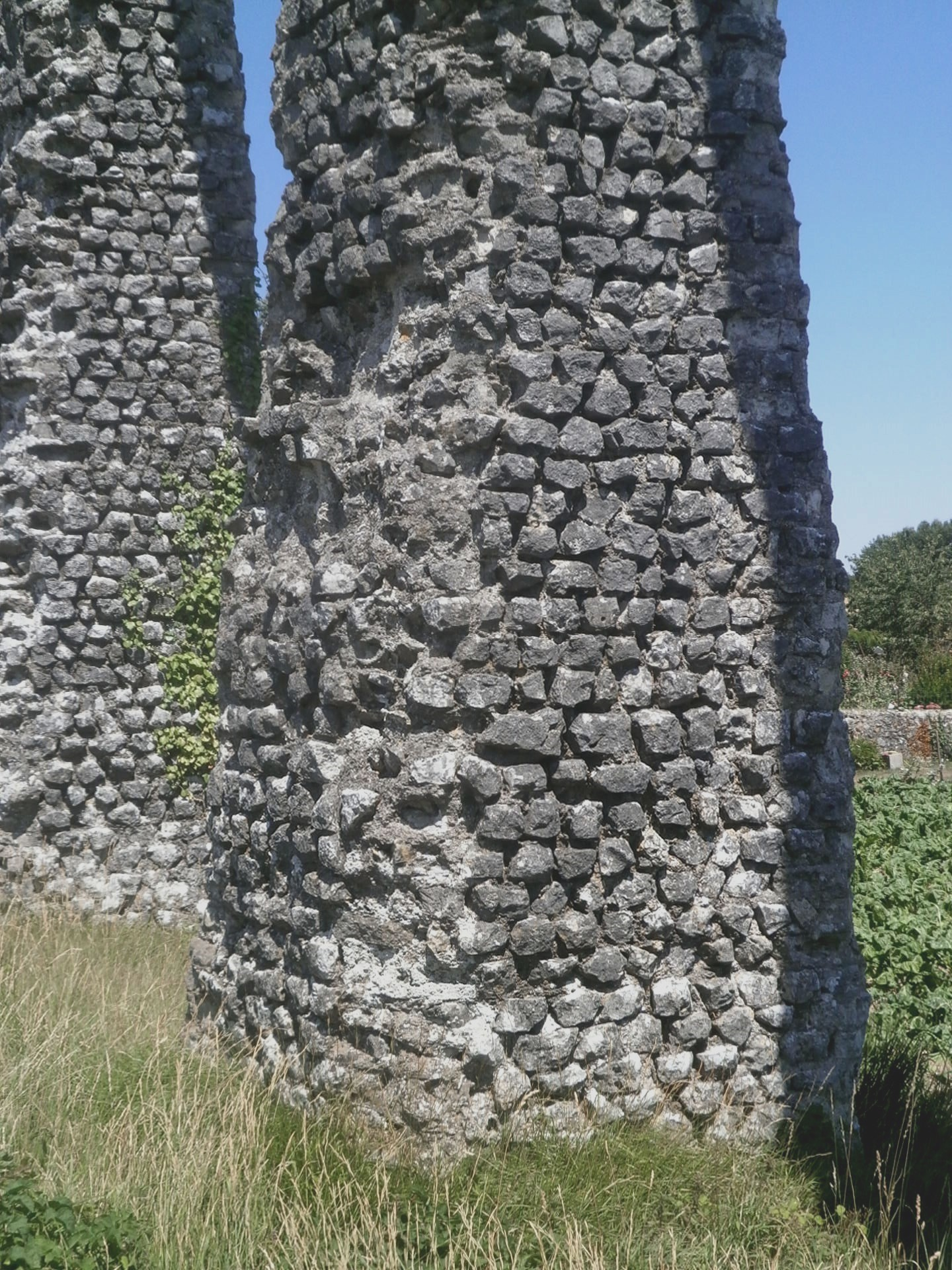
Pile nord de l'aqueduc au parement irrégulier.
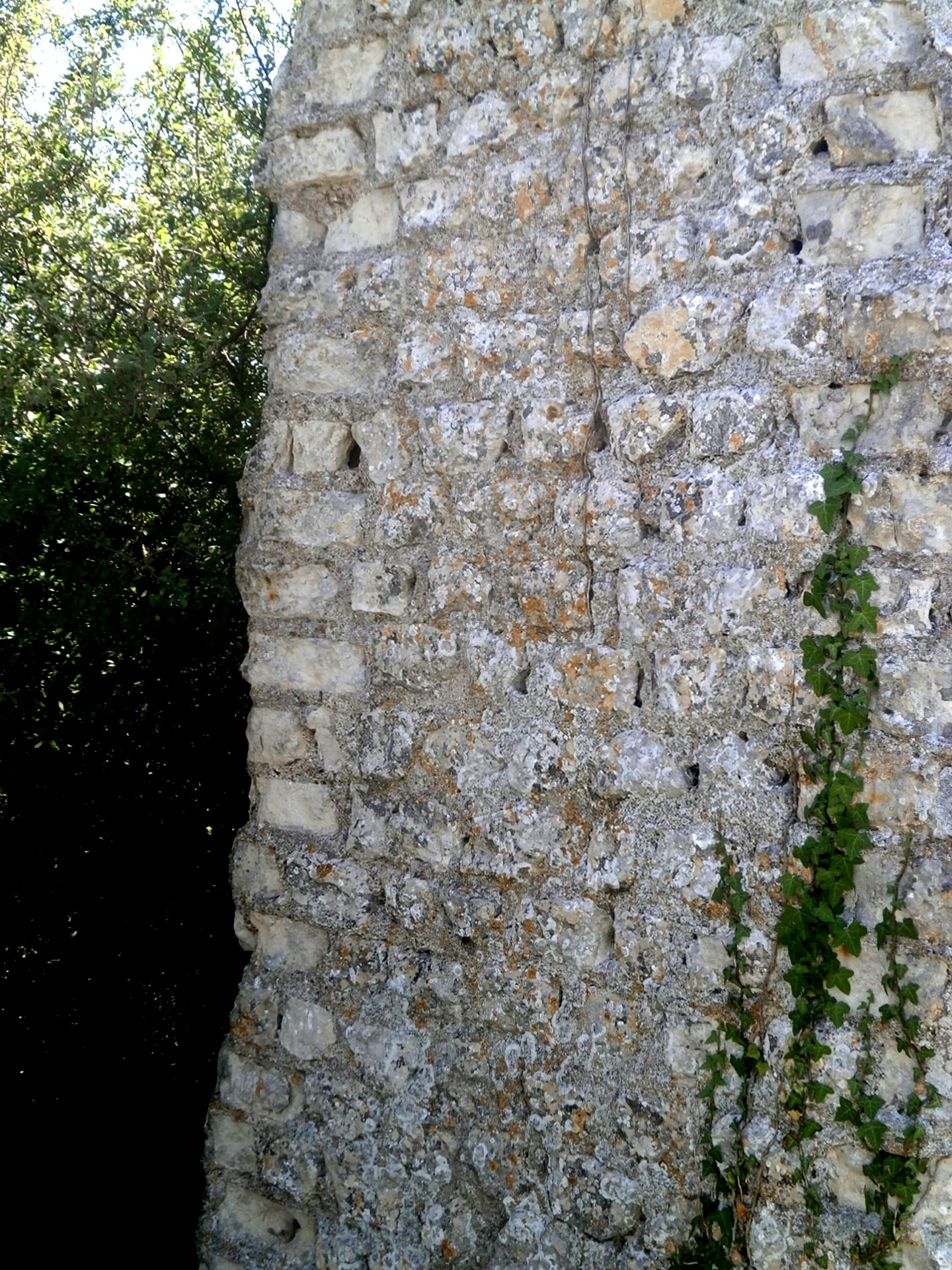
Pile sud de l'aqueduc au parement régulier[Note 11].
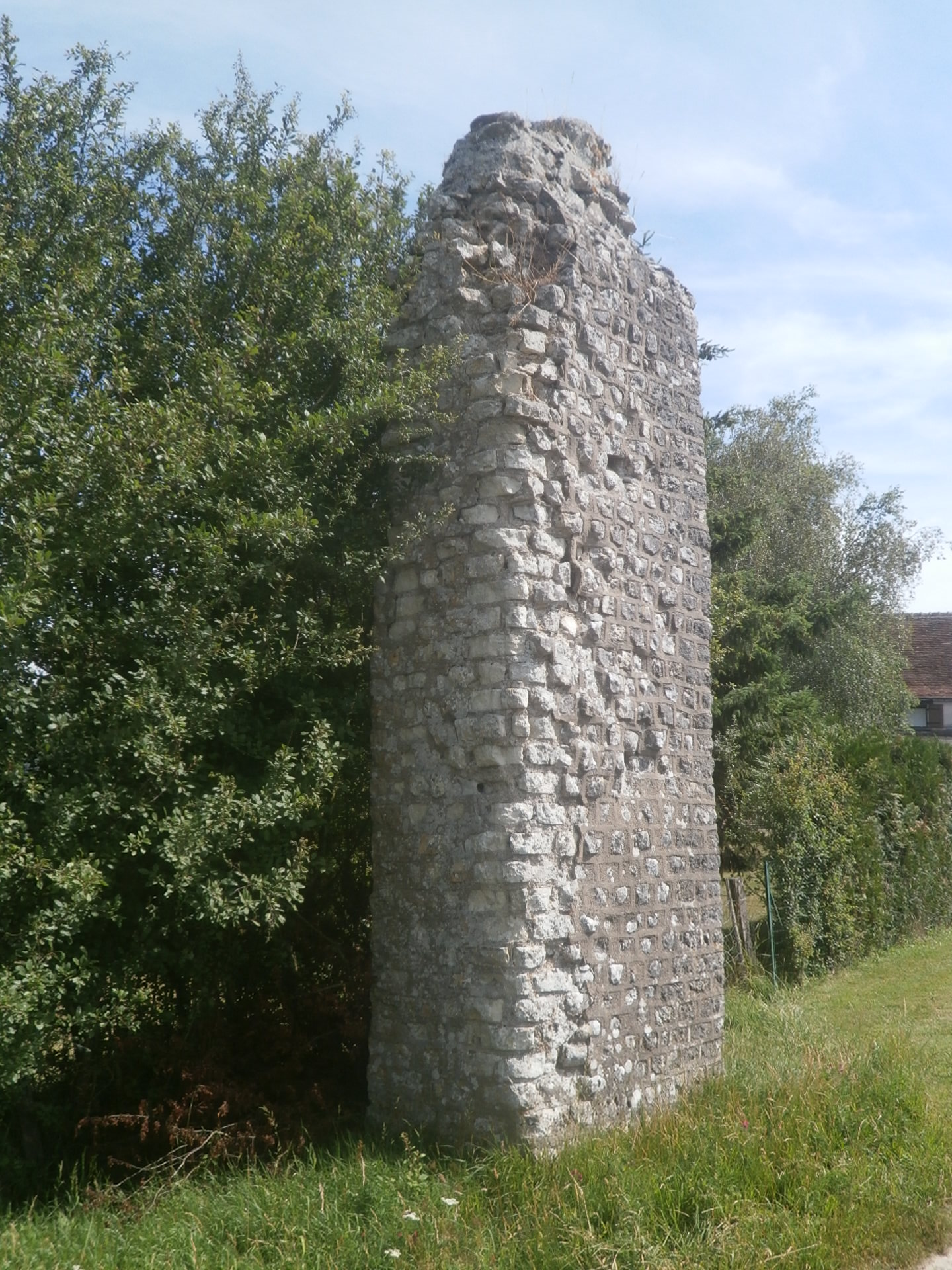
Pile à section rectangulaire au parement très régulier.
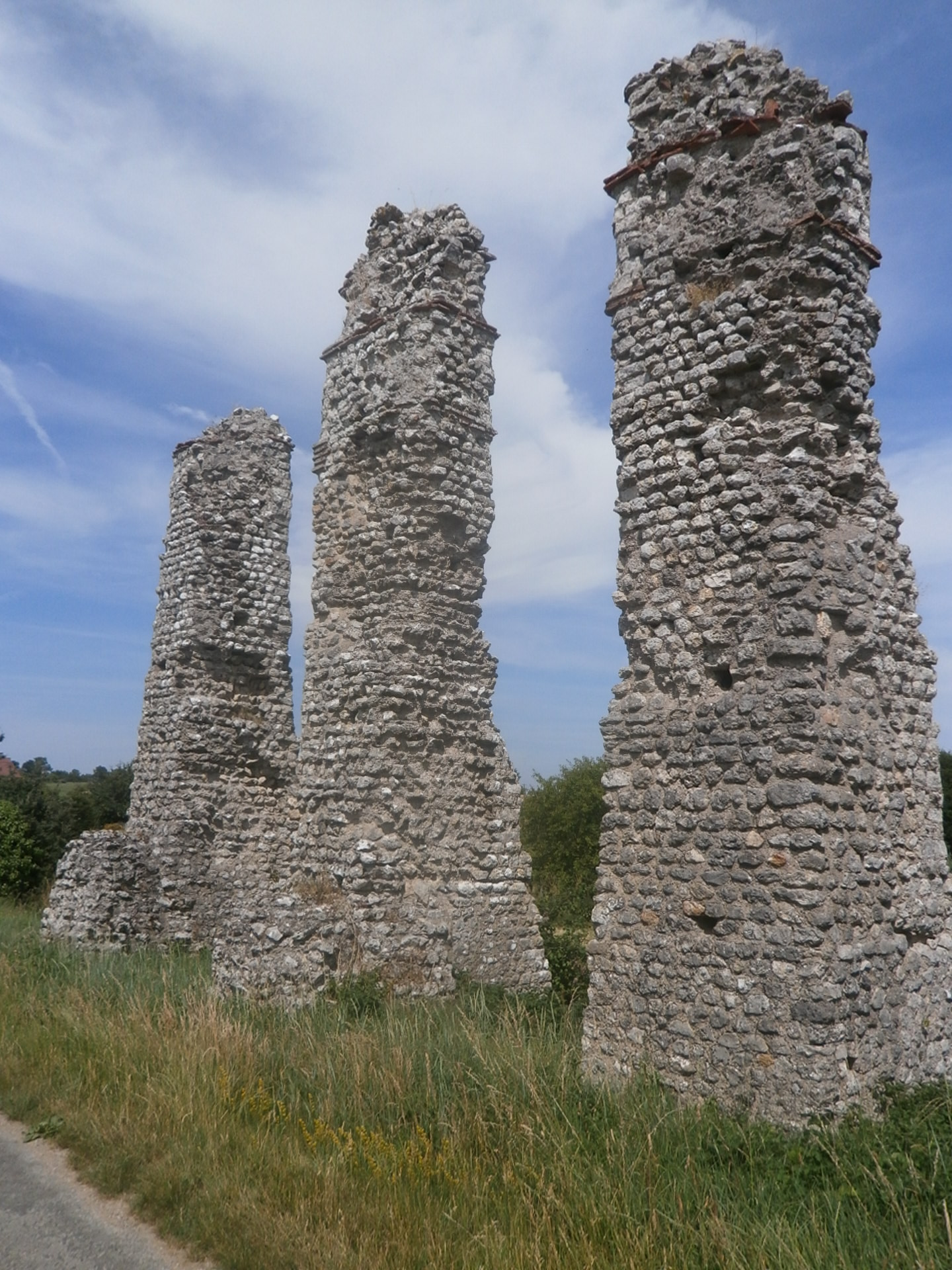
Pile à section carrée[Note 12].
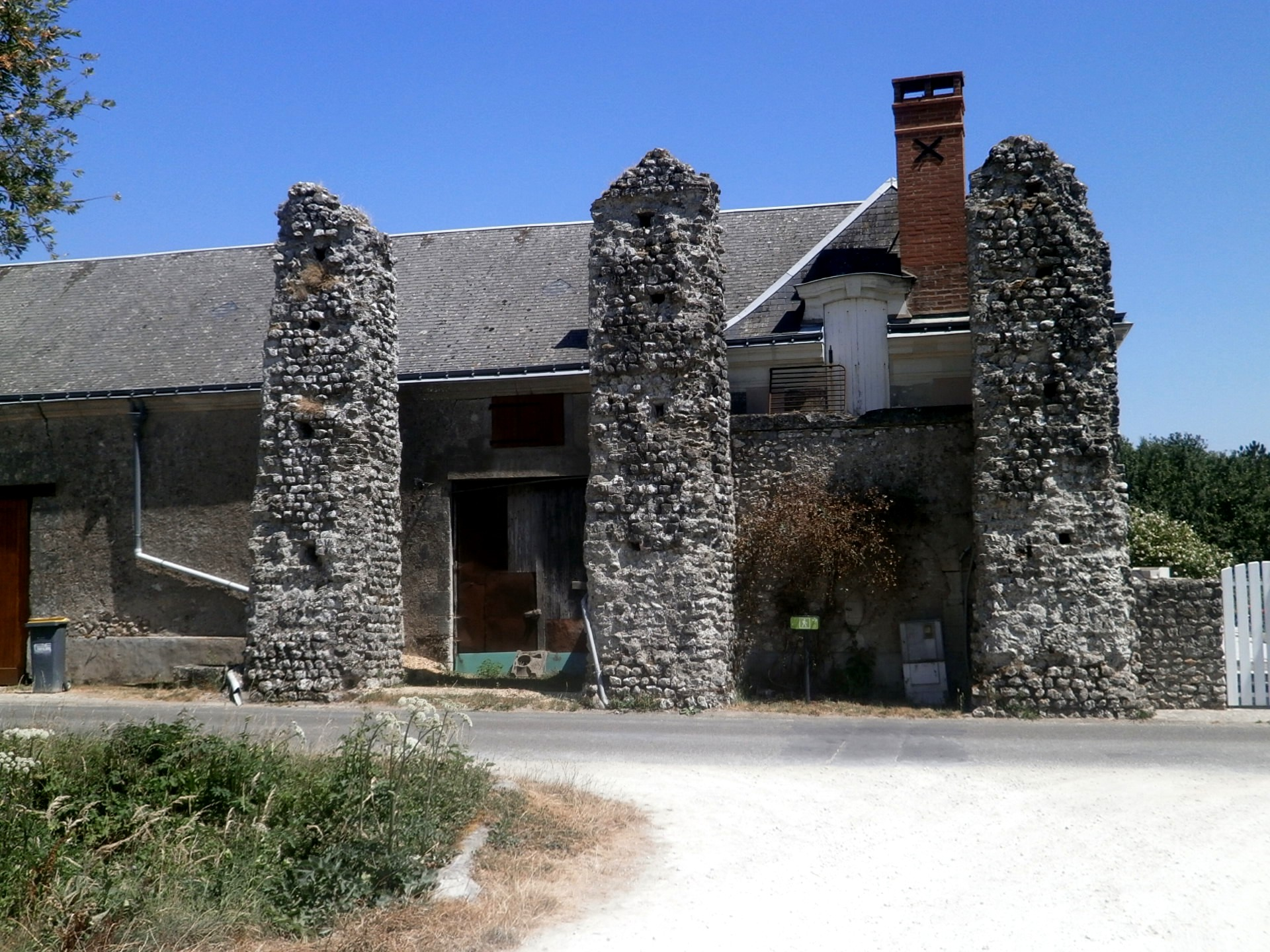
La ferme de l'Aqueduc.
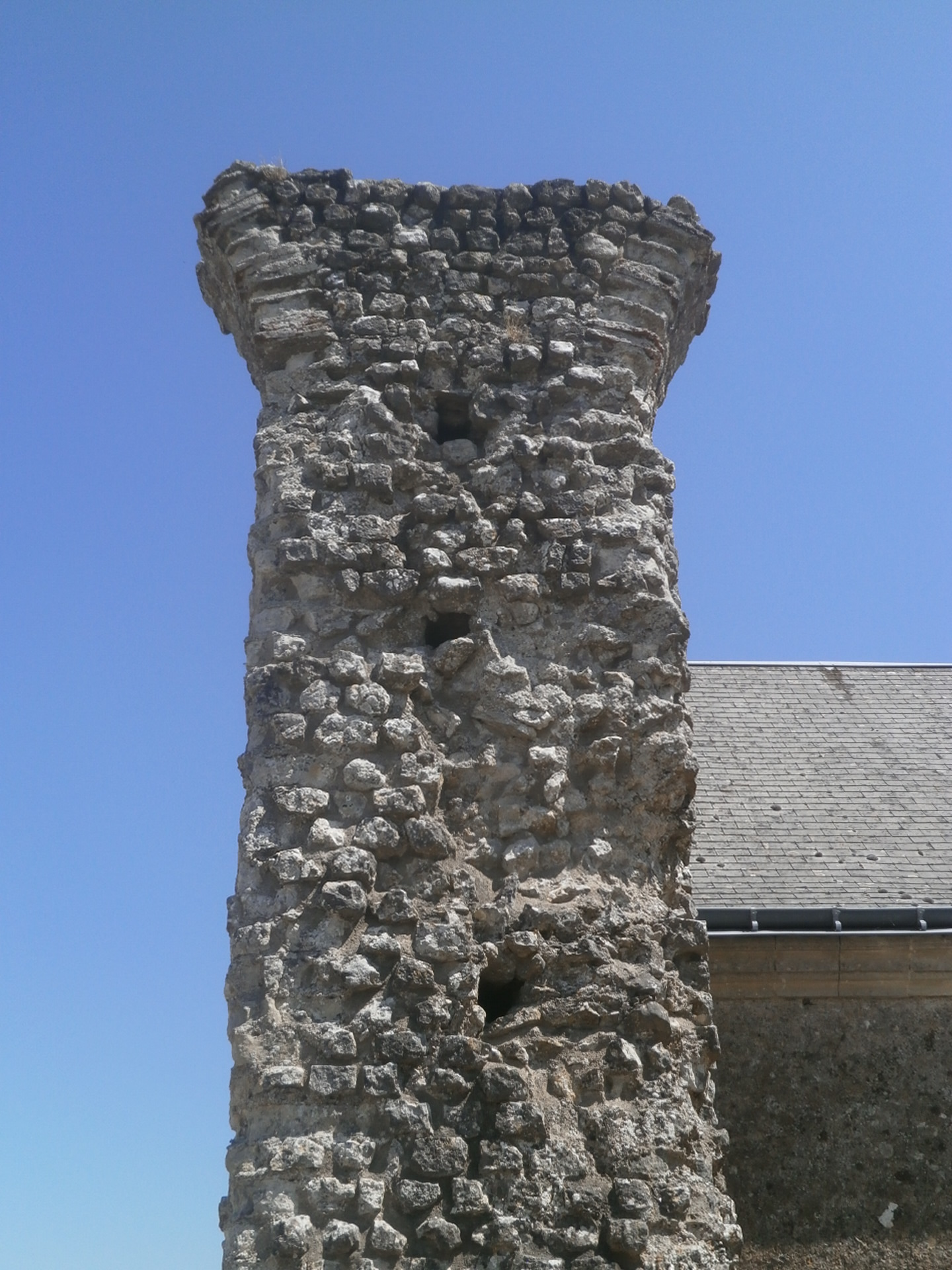
Pile et amorce d'arc.

### Études et fouilles archéologiques

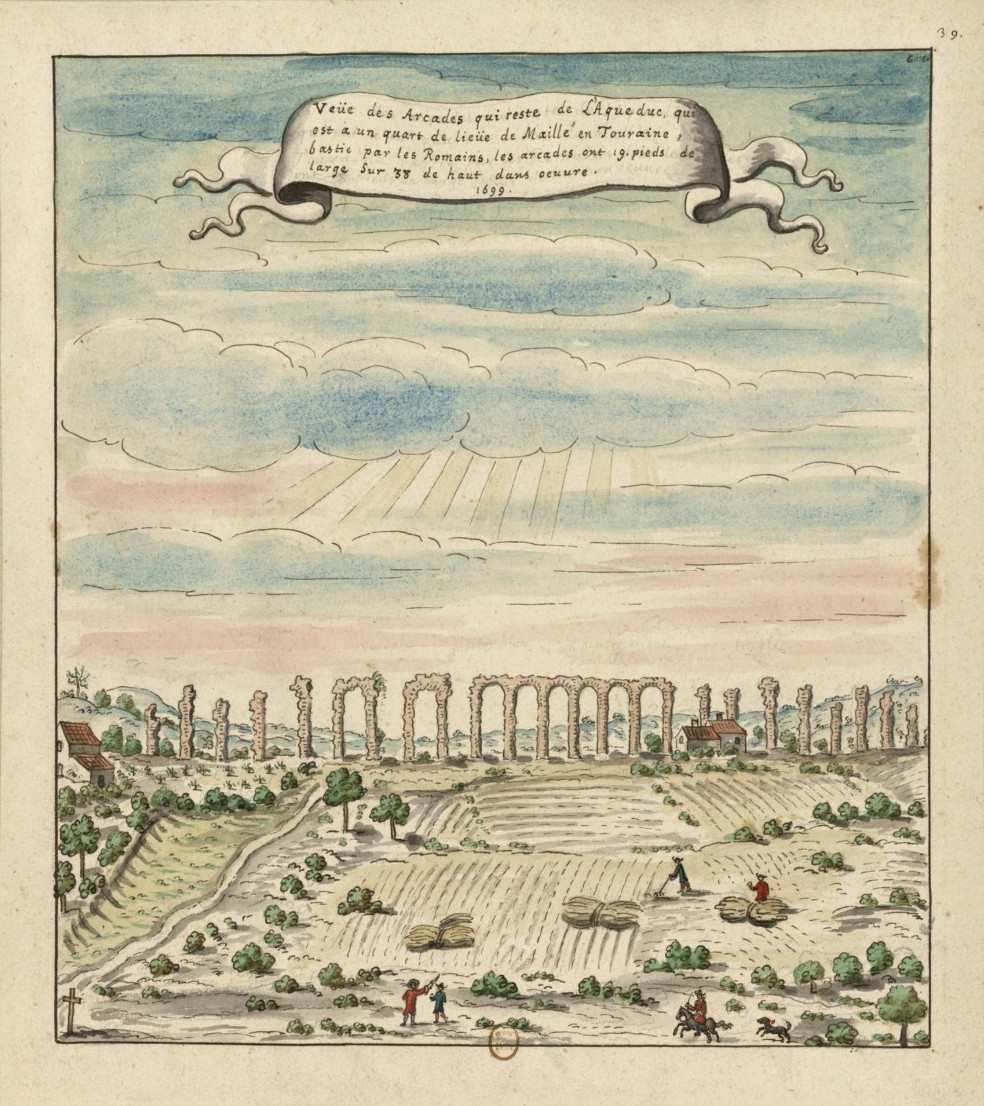
Aquarelle de Gaignières (1699).

Cette liste, non exhaustive, vise à mettre en avant les principales mentions et études de nature à montrer l'évolution des connaissances au sujet de l'aqueduc.
En 1699, François Roger de Gaignières, parmi les nombreux dessins dont il est l'auteur, réalise plusieurs aquarelles ayant Luynes pour sujet, dont une représentant l'aqueduc, accompagnée d'un court texte de présentation. Cette aquarelle permet de constater que l'état de conservation de la partie aérienne de l'aqueduc, à quelques piles près, n'est pas très différent à la fin du XVIIe siècle de ce qu'il est au XXIe siècle.
Félix Le Royer de La Sauvagère dans son Recueil d'antiquités dans les Gaules... paru en  1770, consacre plusieurs pages à la description de l'aqueduc de Luynes et à des planches d'illustrations le représentant. Certaines des hypothèses historiques qu'il développe, comme l'assimilation entre Malliacum et Caesarodunum sont dès le XIXe siècle battues en brèche.

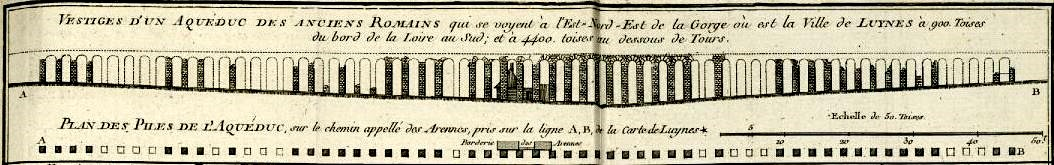
Plan général de l'aqueduc de Luynes dessiné par Félix Le Royer de La Sauvagère en 1770[Roy 3].

En 1818, Jean-Louis Chalmel imagine, sur les hauteurs de Luynes, la présence d'un camp de l'armée de César. Il voit dans l'aqueduc un dispositif destiné à alimenter ce camp et qu'il date de 44 av. J.-C.. Cette version, que Chalmel lui-même abandonnera, est totalement démentie.
C'est dans le cadre d'un mémoire de maîtrise universitaire que Michel Laurencin réalise en 1966 la première étude complète de l'aqueduc, confrontant les publications déjà parues à la réalité des observations de terrain, déjà publiées ou inédites. Il rédige une synthèse sur l'architecture et le tracé du monument, propose de nouvelles hypothèses au sujet de sa datation, de ses points de départ et d'arrivée et de sa fonction.
En 1976, une campagne de prospection aérienne menée par Jacques Dubois aboutit à la découverte de l'habitation du Clos de Sainte-Roselle. René Maugard fouille le site pendant six ans à partir de 1977 et met au jour, entre autres, un balnéaire qui est considéré comme l'un des aboutissements hypothétiques de l'aqueduc ; le résultat de ces fouilles ne fait pas l'objet d'une large diffusion,.
Jacques Dubois, à la faveur d'une prospection aérienne en 1993, comme il en réalise régulièrement depuis 1967 au-dessus de Luynes, découvre des anomalies de végétation dans les cultures qui attestent, selon lui, du tracé de la partie souterraine de l'aqueduc sur une longueur de 300 m.
C'est en 2000 que Jacques Dubois réalise une synthèse des connaissances sur Luynes à l'époque antique ; il y intègre les plus anciens documents, y ajoute les découvertes liées à l'habitat de Sainte-Roselle — les résultats exhaustifs de ces fouilles n'ont pas été publiés par leur auteur —, dont le balnéaire est désormais perçu comme un point d'aboutissement possible pour l'aqueduc.
En 2002, Patrick Bordeaux et Jacques Seigne profitent de l'étude d'archives inédites et de nouvelles observations sur les ruines antiques de Luynes pour faire le point sur l'état des connaissances au sujet de Malliacum. Ils actualisent les données sur l'aqueduc, et en particulier sur le mur continu qui l'a peut-être précédé.
En 2003, en préalable à une opération de restauration de trois piles menacées d'effondrement, Jean-Philippe Chimier et Patrick Neury (Institut national de recherches archéologiques préventives - INRAP) réalisent une opération de fouille préventive sur ces trois piles : ils mettent en évidence la présence du mur continu dans cette zone plus en amont de la partie aérienne de l'aqueduc, où il n'était pas encore signalé, et affinent l'étude architecturale des piles du monument et leur catégorisation. Les résultats de cette étude ont été présentés au public, notamment en 2011 à Luynes, à l'occasion d'une conférence animée par les archéologues responsables du chantier.